# Орлов, Сергей Игоревич
Серге́й И́горевич Орло́в (26 июля 1953, Москва — 30 октября 2024) — российский искусствовед, художник. Член-корреспондент Российской академии художеств (2012).

## Биография
Родился 26 июля 1953 года в Москве. До момента смерти жил и работал в Москве
В 1977 году окончил МГУ им. М.В. Ломоносова (отделение истории искусства исторического факультета).
Сергей Игоревич автор более 200 статей по тематике отечественного и зарубежного искусства, научных сборниках, коллективных монографиях, специализированных журналах «Искусство», «Творчество», «Русское искусство», «Собрание», «Декоративное искусство», «Диалог искусств» и др.
Научный сотрудник Отдела русского искусства XX века НИИ теории и истории изобразительных искусств при Российской академии художеств. Член жюри ежегодного конкурса анималистической скульптуры «Человек-животное».
Умер 30 октября 2024 года в возрасте 71 года. Похоронен в Москве, на Ваганьковском кладбище, участок 26.

## Основные работы
- Виктор Харлов: [альбом / авт. текста, сост. С. И. Орлов]. — М.: Советский художник, 1987.
- Дом Бурганова. Скульптура: город и музей: сб. науч. статей / [гл. ред. М. А. Бурганова; ред. С. И. Орлов]; Моск. гос. музей «Дом Бурганова». — М., 2006.
- Ракурсы / С. И. Орлов. — М.: Памятники ист. мысли, 2009.
- Леонид Баранов / [Текст С. Орлова; Авт. вступ. ст. С. Джафарова]. — Москва: Б.и., 2002.

## Звания
- Член Московского союза художников (1991)
- Кандидат искусствоведения (1996)
- Член Союза художников России (2003)
- Член-корреспондент Российской академии художеств (Отделение искусствознания и художественной критики, с 2012)

## Награды
- Серебряная медаль Союза художников России (2014)